# Groenendael
Der Groenendael (ausgesprochen Chrunendaal) ist eine Varietät des Belgischen Schäferhundes, der eine von der FCI anerkannte belgische Hunderasse ist (FCI-Gruppe 1, Sektion 1, Standard Nr. 15).
Dieser Typ wird, wie alle Varietäten des Belgischen Schäferhundes, vor allem als Schutz- und Familienhund eingesetzt.
Obwohl die Belgischen Schäferhunde eine gemeinsame Rasse bilden, ist eine Kreuzung der verschiedenen Varietäten nach FCI-Richtlinien verboten. In Sonderfällen können die nationalen Zuchtverbände Ausnahmen bewilligen.

## Rassespezifische Erkrankungen
Der Groenendael ist überdurchschnittlich von Epilepsie betroffen. Während in der Hundepopulation insgesamt von einer Prävalenz von 0,5 bis 1 Prozent ausgegangen wird, wurde beim Groendael eine Prävalenz von 9,5 Prozent, in einer großen betroffenen Familie von 33 Prozent, beschrieben. Betroffene Hunde sollten  von der Zucht ausgeschlossen werden, da beim Belgischen Schäferhund von einer starken genetischen Prädisposition auszugehen ist. Epilepsie wurde in einer Studie als häufigste Todesursache bei Belgischen Schäferhunden spezifiziert, verkürzte die Lebensdauer der Hunde aber nicht wesentlich.